# زيارة نانسي بيلوسي إلى تايوان 2022
في 2 أغسطس 2022 زارت رئيسة مجلس النواب الأمريكي نانسي بيلوسي تايوان وكانت برفقتها 5 أعضاء ديمقراطيين في مجلس النواب. أستغرقت الزيارة يومين وكانت جزء من جولة في شرق آسيا تضمنت أيضًا سنغافورة، ماليزيا، كوريا الجنوبية واليابان. انقسم البيت الأبيض في البداية حول ملاءمة الرحلة لكنه أكد لاحقًا حق بيلوسي في زيارة تايوان.